# アドルフ・フリッツェ
アドルフ・フリッツェ（Adolf Fritze、1860年 - 1927年）は、明治時代にお雇い外国人として来日したドイツの昆虫学者である。

## 経歴・人物
1889年（明治22年）に日本政府の招きにより来日した。翌年、第一高等学校（現在の東京大学教養学部）に勤務し、ドイツ語及び昆虫学の教鞭を執った。
滞日中、北海道や本州、沖縄を中心に昆虫研究のため調査にあたった。甲虫類の一種であるオオキノコムシを発見し、その名を名付けた。それ以外にも蝶や蛾等鱗翅類も採集及び研究を行い、日本での新種の昆虫発見に貢献した。1892年（明治25年）に帰国し、ハノーファーの博物館の館長を務めた。